# حاجی درمحمد سردارزهی
حاجی درمحمد سردارزهی یک منطقهٔ مسکونی در ایران است که در دهستان پیرسهراب واقع شده‌است.